# Philip Powell Calvert
Philip Powell Calvert (Philadelphia, 29 januari 1871 - 23 augustus 1961) was een Amerikaanse entomoloog, erkend als autoriteit op het gebied van Odonata (libellen).